# Fox (Mondkrater)
Fox ist ein kleiner Einschlagkrater auf der Rückseite des Erdmondes. Er liegt nahe dem Nordrand von Wyld und südöstlich des Kraters Babcock.
Der Krater hat eine schüsselförmige Gestalt mit gleichmäßig abfallenden Innenwänden und einem ebenen, unstrukturierten Boden. An der nördlichen Innenwand ist etwas Schutt zu beobachten.

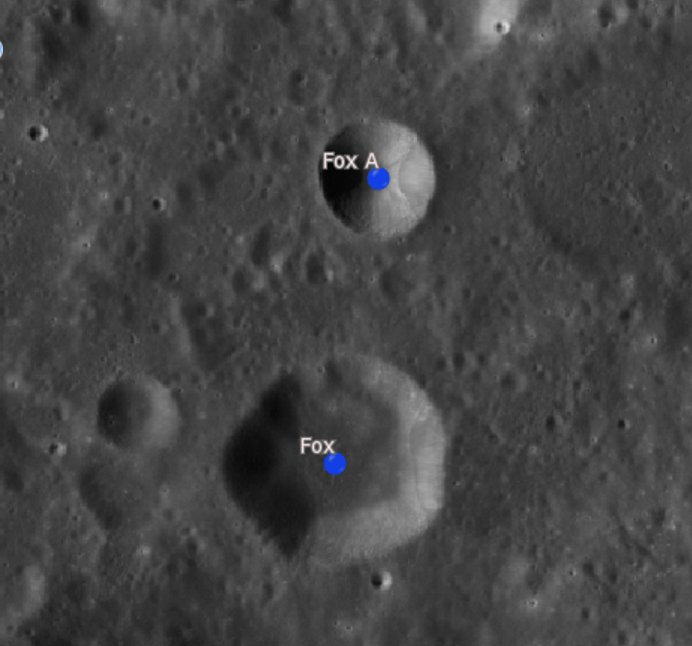
Fox und sein Nebenkrater

Fox hat einen mit A bezeichneten Nebenkrater.
| Buchstabe | Position          | Durchmesser | Link |
| --------- | ----------------- | ----------- | ---- |
| A         | 1,46° N, 98,23° O | 13 km       |      |

Der Krater wurde 1973 von der IAU offiziell nach dem US-amerikanischen Astronomen Philip Fox benannt.